# Outlawz
Outlawz, ook bekend als Outlaw Immortalz was een Amerikaanse hiphopgroep opgericht door Tupac Shakur tegen het einde aan van 1995 nadat Shakur vrijgelaten werd uit de gevangenis. De Outlawz zijn waarschijnlijk het meest bekend om hun optreden in 'Hit 'Em Up', een diss tegen The Notorious B.I.G., Puff Daddy, Mobb Deep, Chino XL en Junior M.A.F.I.A. (Lil' Kim, Lil' Cease).

## Geschiedenis
In de beginjaren van de Outlawz stonden ze bekend als Thoro Headz en later als Dramacydal. Later werd het Outlawz. Dramacydal was voor het eerst te horen op de single Holla If Ya Hear Me, op de titel 'Flex'. Thoro Headz was bestaande uit K-Dog, die later Kastro werd, Young Hollywood die later Yaki Kadafi werd en Big Malcolm (ook wel Big Mal) die later E.D.I. Mean werd. Achteraf kwam Mutah erbij, die later Napoleon werd. Toen Mutah erbij kwam veranderde ze de naam Thoro Headz in Dramacydal.

### Outlawz
Toen 2Pac tekende bij Death Row Records bij zijn vrijlating uit de gevangenis haalde hij zijn stiefbroer Mopreme Shakur en Big Syke van Thug Life. Hussein Fatal, Napoleon, E.D.I. Mean, Kastro, Yaki Kadafi en Storm (het enige vrouwelijke lid van de groep) kwamen er ook bij, en samen vormden zij de originele opstelling van de Outlawz Immortalz die debuteerden op 2Pac's album All Eyez on Me dat 9 keer platina won. Later kwam Young Noble erbij en waren de Outlawz te horen op 2Pac's (toen ook al bekend als Makaveli) tweede album bij Death Row Records: The Don Killuminati: The 7 Day Theory. Het idee achter de groep was om iedereen een naam te geven van vijanden van Amerika, in het heden of het verleden. Later kozen de Outlawz er ook voor om een motto te maken uit de letters van hun groepsnaam Operating Under Thug Laws As Warriorz, al staat de naam van hun groep hier niet voor en wordt het niet vaak gebruikt.
In totaal waren er tien originele leden van de Outlawz, inclusief 2Pac:
- 2Pac was de leider van de groep en gaf zichzelf de alias Makaveli, naar de Italiaanse politieke filosoof Niccolò Machiavelli, wiens boeken Shakur hebben geïnspireerd in de gevangenis.
- Yaki Kadafi, ook bekend als Young Hollywood, kreeg de alias Yaki Kadafi naar de Libische leider Moammar al-Qadhafi. Hij was ook Shakurs peetbroer en een origineel lid van Dramaydal en Thoro Headz.
- Kastro, ook bekend als K-Dog, kreeg de alias Kastro naar de Cubaanse leider Fidel Castro. Hij is ook de neef van 2Pac en een origineel lid van Dramacydal en Thoro Headz.
- E.D.I. Mean, ook bekend als Big Malcolm, kreeg de alias E.D.I. Mean naar de Ugandese president Idi Amin en was ook een origineel lid van Dramacydal en Thoro Headz.
- Hussein Fatal, een vriend van Yaki Kadafi die ook door hem is geïntroduceerd. Hij kreeg de alias naar de Iraakse leider Saddam Hoessein. Hussein ging weg bij de rapformatie nadat 2Pac en Yaki Kadafi werden vermoord. Hij vond dat de overige leden van de groep tegen de wensen van 2Pac ingingen door contracten te tekenen bij Death Row.
- Napoleon, ook bekend als Mutah, kreeg de alias Napoleon naar de Franse militaire leider Napoleon Bonaparte en was een origineel lid van Dramacydal. Hij verliet de groep nadat hij zich tot de Islam bekeerde.
- Big Syke, die ook in 2Pac's eerste groep Thug Life zat kwam bij de Outlawz onder de alias Mussolini naar de Italiaanse leider Benito Mussolini.
- Mopreme Shakur, 2Pac's stiefbroer, kwam bij de Outlawz onder de alias Komani naar de Iraanse ayatollah Ruhollah Khomeini. Hij was hiervoor lid van Thug Life.
- Storm, het enige vrouwelijke lid van de groep. Ze ontmoette Tupac tijdens de opnames van een film. Nadat hij erachter kwam hoe goed ze kon rappen heeft hij haar meteen gevraagd voor Outlawz.
- Young Noble, het laatste officiële lid van de groep volgens 2Pac zelf. Hij was door Yaki Kadafi en Hussein Fatal aan 2Pac geïntroduceerd in Los Angeles, een paar maanden voor zijn dood. Hij kwam voor in veel van 2Pac's laatste opnames en was veel te horen op het album The Don Killuminati: The 7 Day Theory. Hij heeft nooit een andere naam gekregen dan Young Noble.

## Latere jaren
Snel nadat ze bij de groep kwamen hebben Mopreme en Big Syke alle banden met Death Row Records verbroken en hebben ze de Outlawz verlaten om financiële en persoonlijke redenen. Twee maanden na de dood van Tupac werd Kadafi doodgeschoten. Twee jaar later heeft Napoleon zijn neef weten te overtuigen om zichzelf hiervoor aan te geven.
Tupac had ze specifiek verteld om nooit een contract aan te gaan met Death Row Records, na zijn dood hebben de overige leden van de Outlawz besloten dit wel te doen. Als resultaat heeft Fatal de groep verlaten, en zegt ze dat ze niet loyaal zijn aan 2Pac. Napoleon heeft de groep verlaten na bekeerd te zijn tot de islam en reist de wereld rond om mensen de leer van de islam te vertellen. Storm heeft na de dood van Tupac ook snel de groep verlaten. In 2009 is Kastro weggegaan om aan een solocarrière te gaan werken.
New Child en Muszamil zijn nooit officiële leden van de Outlawz geweest maar hebben nauw samengewerkt met ze en zijn nog goede vrienden van ze.
In 1999 kwam het album Still I Rise uit van onuitgebrachte nummers met samen met 2Pac. Fatal kwam in geen enkel nummer voor op dit album en was uit de opnames geknipt vanwege problemen met de platen labels. Storm was ook uit sommige opnames geknipt vanwege onbekende redenen.
In 2010 kwam Hussein Fatal er weer bij. In oktober 2010 werd Kastro met de Outlawz herenigd bij Outlaw Culture Radio. Er zijn nu in totaal vier leden. Ze werken samen met allhiphop.com om elke week een nieuw nummer uit te brengen op de website. Hun onderdeel op deze website heet "RETURN OF THE REAL" en ze hebben een nieuw album getiteld "Perfect Timing".

## Discografie

### Studioalbums
- 1999: Still I Rise
- 2000: Ride wit Us or Collide wit Us
- 2001: Novakane
- 2002: Neva Surrenda
- 2005: Outlaw 4 Life: 2005 A.P.
- 2008: We Want In: The Street LP
- 2011: Perfect Timing

### Samenwerkingsalbums
- 2006: Can't Sell Dope Forever (met Dead Prez)

### Mixtapes
- 2009: "Cashville Takeover"
- 2010: Killuminati 2K10
- 2011: Killuminati 2K11

### Digitale albums
- 2006: Retribution: The Lost Album
- 2010: The Lost Songs Vol. 1 (iTunes Exclusief)
- 2010: The Lost Songs Vol. 2 (iTunes Exclusief)
- 2010: The Lost Songs Vol. 3 (iTunes Exclusief)

### Dvd's
- 2002: Outlawz: Worldwide